# What I Mean (Modjo-dal)
A What I Mean a francia Modjo 2001. szeptember 24-én megjelent 3. kimásolt kislemeze a Modjo című albumról. A dalból két változat készült, az eredeti mix és egy másik táncolható változat.

## Megjelenések
12"  Spanyolország Vale Music – VLMX 664-3
- A1 What I Mean ("The Crayon" Remix By Aloud) Engineer, Mixed By – Hervé Bordes, Remix – Aloud 6:17
- A2	What I Mean (Original) Engineer, Mixed By – Hervé Bordes 4:09
- B1	What I Mean (Ian Pooley's Na Praia Mix) Remix – Ian Pooley 6:30
- B2	What I Mean (Mood II Swing Vocal Dub Remix) Remix – Mood II Swing 6:09

## Slágerlista
| Chart (2001–02)                       | Peak position |
| ------------------------------------- | ------------- |
| Ausztria (Ö3 Austria Top 40)          | 64            |
| Franciaország (Single Top 100)        | 88            |
| Németország (Media Control Charts)    | 67            |
| Italy (FIMI)                          | 51            |
| Skócia (Scottish Singles Top 40)      | 66            |
| Spanyolország (PROMUSICAE)            | 7             |
| Svájc (Schweizer Hitparade)           | 17            |
| Egyesült Királyság (UK Singles Chart) | 59            |